# Festival international du film de Moscou 1987
Le 15e festival international du film de Moscou a lieu du 6 au 17 juillet 1987. le prix d'or est attribué au film italien Intervista réalisé par Federico Fellini.

## Jury
- Robert De Niro (États-Unis – président du jury)
- Tenguiz Abouladzé (URSS)
- Souheil Ben-Barka (Maroc)
- Antonio Gades (Espagne)
- Rustam Ibragimbekov (URSSR)
- Alberto Isaac (Mexico)
- Alexandre Mnouchkine (France)
- Gian Luigi Rondi (Italie)
- Zheng Xiuelai] (Chine)
- Hanna Schygulla (Allemagne de l'Ouest)
- Miklós Jancsó (Hongrie)

## Films en compétition
Les films suivants sont sélectionnés pour la compétition principale :
| Titre anglais ou français     | Titre original            | Réalisateur(s)        | Pays d'origine       |
| ----------------------------- | ------------------------- | --------------------- | -------------------- |
| Hero of the Year              | Bohater roku              | Feliks Falk           | Pologne              |
| The House of Bernarda Alba    | La casa de Bernarda Alba  | Mario Camus           | Espagne              |
| Jean de Florette              | Jean de Florette          | Claude Berri          | France               |
| L'Épouse d'un homme important | Zawgat ragol mohim        | Mohamed Khan          | Égypte               |
| Le Chemin du serpent          | Ormens väg på hälleberget | Bo Widerberg          | Suède                |
| Intervista                    | Intervista                | Federico Fellini      | Italie               |
| Kangaroo                      | Kangaroo                  | Tim Burstall          | Australie            |
| A Touch of Spice              | Mirch masala              | Ketan Mehta           | Inde                 |
| Where Are You Going?          | Za kude putuvate?         | Rangel Valchanov      | Bulgarie             |
| Le Coursier                   | Kuryer                    | Karen Shakhnazarov    | Union soviétique     |
| Night of the Pencils          | La noche de los lapices   | Héctor Olivera        | Argentine            |
| Interrogating the Witnesses   | Vernehmung der Zeugen     | Gunther Scholz        | Allemagne de l'Est   |
| Oktoberfest                   | Oktoberfest               | Dragan Kresoja        | Yougoslavie          |
| Schmutz                       | Schmutz                   | Paulus Manker         | Autriche             |
| The Immigrant Birds           | The Immigrant Birds       | Abdul Latif           | Afghanistan          |
| A Successful Man              | Un hombre de exito        | Humberto Solás        | Cuba                 |
| Barndommens gade              | Barndommens gade          | Astrid Henning-Jensen | Danemark             |
| Jardins de pierre             | Gardens of Stone          | Francis Ford Coppola  | États-Unis           |
| Zhenzhen's Beauty Parlor      | Zhenzhen de fa wu         | Tongjun Xu            | Chine                |
| Life Is Most Important        | Lo que importa es vivir   | Luis Alcoriza         | Mexique              |
| La Famille Van Paemel         | Het gezin van Paemel      | Paul Cammermans       | Belgique             |
| Forbidden Dreams              | Smrt krásných srnců       | Karel Kachyňa         | Tchécoslovaquie      |
| Tarot                         | Tarot                     | Rudolf Thome          | Allemagne de l'Ouest |
| Hard Asphalt                  | Hard asfalt               | Sølve Skagen          | Norvège              |
| Love, Mother                  | Csók, Anyu!               | János Rózsa           | Hongrie              |
| 84 Charing Cross Road         | 84 Charing Cross Road     | David Jones           | Royaume-Uni          |
| The Man in the Black Cape     | O Homem da Capa Preta     | Sérgio Rezende        | Brésil               |

## Hors compétition
| Titre français | Titre original | Réalisateur(s)     | Pays d'origine |
| -------------- | -------------- | ------------------ | -------------- |
| La Commissaire | Комиссар       | Alexandre Askoldov | URSS           |

## Prix
- Prix d'or Intervista de Federico Fellini
- prix spéciaux :
  - Le Coursier de Karen Shakhnazarov
  - Hero of the Year de Feliks Falk
- Prix :
  - Meilleur acteur : Anthony Hopkins pour 84 Charing Cross Road
  - Meilleure actrice : Dorottya Udvaros pour Love, Mother
- Prix FIPRESCI: Hero of the Year de Feliks Falk

## Source de la traduction
- (en) Cet article est partiellement ou en totalité issu de l’article de Wikipédia en anglais intitulé « 15th Moscow International Film Festival » (voir la liste des auteurs).